# Ackermann-Gemeinde
Die Ackermann-Gemeinde ist ein Verband in der katholischen Kirche Deutschlands, der sich als Diözesanverband der katholischen Heimatvertriebenen aus dem Sudetenland der Aussöhnung zwischen Deutschen, Tschechen und Slowaken widmet. Er hat seinen Sitz in München.

## Gliederung
Die Gemeinde ist grundsätzlich nach Bistümern gegliedert, wobei in Nordwest-, Nord-Ost- und dem südlichen Ostdeutschland mehrere Bistümer in einer Gliederung zusammengefasst werden:
- Augsburg
- Bamberg
- Berlin
- Eichstätt
- Freiburg
- Fulda
- Limburg
- Mainz
- München
- Nord-West (Bistümer Aachen, Essen, Hildesheim, Köln, Münster, Osnabrück, Paderborn, Speyer und Trier)
- Nord-Ost (Bistümer Berlin, Hamburg, Magdeburg)
- Passau
- Prag
- Regensburg
- Stuttgart
- Süd-Ost (Bistümer Dresden-Meißen, Erfurt und Görlitz)
- Würzburg

## Geschichte
Die Gemeinde entstand durch den Zusammenschluss von Mitgliedern der ehemaligen katholischen Bünde und Gemeinschaften vertriebener Deutscher aus der Tschechoslowakei im Januar 1946.
Die Namenswahl erfolgte in Anlehnung an die spätmittelalterliche Dichtung Der Ackermann aus Böhmen des Johannes von Tepl aus dem Jahre 1400.
Zu den Gründungspersönlichkeiten gehörten der Politiker Hans Schütz (Vorsitzender von 1946 bis 1970) und P. Paulus Sladek (Geistlicher Beirat von 1946 bis 1980). Nach Hans Schütz war Josef Stingl Vorsitzender bis 1991. Adolf Ullmann war von 2004 bis 2010 Bundesvorsitzender der Ackermann-Gemeinde. Martin Kastler wurde auf der Bundesversammlung am 14. März 2010 in Nürnberg einstimmig zu seinem Nachfolger gewählt.
Seit 1991 unterhält der Verband eine Niederlassung in Prag.

## Ziele und Aktivitäten
Der Verband will Böhmen, Mähren, Schlesien und die Slowakei in das Bewusstsein der Deutschen rücken und grenzüberschreitende Partnerschaften aufbauen. Er tritt ein für Demokratie und Menschenrechte und deren Wahrung unabhängig von der Volkszugehörigkeit. Der Verband gibt Schriften zur deutsch-tschechischen Geschichte heraus und organisiert Begegnungen zwischen Deutschen und Tschechen. Er leistet finanzielle Hilfe beim Aufbau zerstörter oder beschädigter Kirchen, Friedhöfe und Denkmäler und unterstützt die in Tschechien lebenden Angehörigen der deutschen Minderheit.
Der Jugendverband der Gemeinde ist die 1950 gegründete Junge Aktion, die über die Aktion West-Ost im BDKJ vertreten ist. In der Jungen Aktion ging 2000 auch die 1948 gegründete Studentenorganisation Hochschulring der Ackermann-Gemeinde auf, die der Arbeitsgemeinschaft katholischer Studentenverbände (AGV) und der Vereinigung Heimatvertriebener Deutscher Studenten (VHDS) angehörte. Die Junge Aktion veranstaltet zahlreiche Reisen für junge Menschen, um die interkulturelle Kommunikation zwischen jungen Deutschen, Slowaken und Tschechen auszubauen. Dies geschieht unter anderem durch Sprachkurse, aber auch durch Begegnungsfeste, bei denen sich die jungen Menschen näher kennenlernen.
Seit einigen Jahren beschäftigt sowohl die Ackermann-Gemeinde, als auch ihre Partnerorganisation die Sdružení Ackermann-Gemeinde in Prag, Freiwillige, die dort einen Europäischen Freiwilligendienst ausüben.
Viele Tagungen und Veranstaltungen der Gemeinde wie auch der Jungen Aktion finden im Kloster Rohr in Niederbayern statt.

## Partner
Die Gemeinde stützt sich bei ihrer Arbeit auf die Partnerschaft mit tschechischen und slowakischen Organisationen. Dazu gehören:
- Die Bernard-Bolzano-Gesellschaft (tschechisch: Společnost Bernarda Bolzana) in Prag
- Die Jugend für interkulturelle Verständigung (tschechisch: Mládež pro interkulturní porozumění) in Brünn
- Sdružení Ackermann-Gemeinde (SAG) in Prag
- Der slowakische Jugendverband Hej
- Die Tschechische Christliche Akademie (tschechisch: Česká Křesťanská Akademie) in Prag
- Die Vereinigung Antikomplex – Bewegung gegen Xenophobie (tschechisch: Hnutí proti xenofobii) in Prag
- Versuch’s mal in Deutschland

## Sonstiges
Die Gemeinde München gab anlässlich des Jubiläums „1000 Jahre Erzbistum Prag“ im Jahre 1973 das bekannte Buch des mittelalterlichen Autors Johannes von Tepl Der Ackermann und der Tod als Sonderausgabe in der Insel-Bücherei (IB 198/C) heraus.